# Nati nel 1957/Febbraio
| Questa pagina contiene informazioni ricavate automaticamente dalle voci biografiche con l'ausilio del template Bio e di un bot. L'aggiornamento è periodico e automatico e ricostruisce completamente la pagina. Se manca una persona in questa lista, sei pregato di non aggiungerla, ma accertati piuttosto che la sua voce biografica contenga il template Bio e che i dati anagrafici siano correttamente compilati. Se il template Bio manca, inseriscilo tu stesso o, in alternativa, metti l'avviso {{tmp\|Bio}} che ne segnala la mancanza. Se i dati riportati sono sbagliati, correggi direttamente la voce biografica; le modifiche saranno visibili in questa lista entro pochi giorni. Per chiarimenti vedi il progetto biografie. La lista contiene solo le 237 persone che sono citate nell'enciclopedia e per le quali è stato implementato correttamente il template Bio. Pagina aggiornata al 26 lug 2025. |

- 1º febbraio - Pedro Abreu, ex cestista cubano
- 1º febbraio - Alan Baumgarten, montatore statunitense
- 1º febbraio - Dennis Brown, cantante giamaicano († 1999)
- 1º febbraio - Cylk Cozart, attore statunitense
- 1º febbraio - Mandla Siegfried Jwara, missionario e arcivescovo cattolico sudafricano
- 1º febbraio - Muhammad Jamal Khalifa, imprenditore saudita († 2007)
- 1º febbraio - Kenny Morris, musicista britannico
- 1º febbraio - Maria Rosaria Riuzzi, attrice italiana
- 1º febbraio - Walter Schachner, ex calciatore e allenatore di calcio austriaco
- 1º febbraio - Jackie Shroff, attore indiano
- 1º febbraio - Fernando Stefanizzi, militare italiano († 1988)
- 2 febbraio - Krystyna Bogdańska, ex cestista polacca
- 2 febbraio - Nicola Cisternino, compositore e artista italiano
- 2 febbraio - Rocco Gaetani, operaio, sindacalista e politico italiano († 2020)
- 2 febbraio - Søren Lindsted, ex calciatore danese
- 2 febbraio - Alessandro Sallusti, giornalista e opinionista italiano
- 3 febbraio - Caroline Berg, attrice cinematografica francese
- 3 febbraio - Giuseppe Corti, dirigente sportivo e ex calciatore italiano
- 3 febbraio - Christophe Grégoire, ex cestista francese
- 3 febbraio - Ulrich Karger, scrittore tedesco
- 3 febbraio - Eric Lander, biologo e funzionario statunitense
- 3 febbraio - Marlon Riggs, regista cinematografico statunitense († 1994)
- 3 febbraio - Chico Serra, pilota automobilistico brasiliano
- 3 febbraio - Sima Samar, avvocatessa e attivista afghana
- 3 febbraio - Steven Stapleton, cantante e musicista inglese
- 4 febbraio - Alessandro Andreatta, politico italiano
- 4 febbraio - Walter Van Beirendonck, stilista belga
- 4 febbraio - Don Davis, compositore e musicista statunitense
- 4 febbraio - Carlo Gentina, fumettista italiano
- 4 febbraio - Oded Goldreich, informatico e crittografo israeliano
- 4 febbraio - Shigeru Ishiba, politico giapponese
- 4 febbraio - Marc Lambron, scrittore, funzionario e critico letterario francese
- 4 febbraio - Patrick Le Hyaric, giornalista e politico francese
- 4 febbraio - Riccardo Milana, politico italiano
- 4 febbraio - Laura Scarpa, fumettista e illustratrice italiana
- 5 febbraio - Ciro Borriello, politico italiano
- 5 febbraio - Roberto Cesati, dirigente sportivo e ex calciatore italiano
- 5 febbraio - Nick Laird-Clowes, cantante, chitarrista e compositore britannico
- 5 febbraio - Gaetano Angelo Antonio Maruccia, generale italiano
- 5 febbraio - Paolo Rosola, dirigente sportivo, ex ciclista su strada e pistard italiano
- 5 febbraio - Jüri Tamm, martellista, politico e dirigente sportivo estone († 2021)
- 5 febbraio - Tarmo Uusivirta, pugile finlandese († 1999)
- 5 febbraio - Craig Wilson, ex pallanuotista statunitense
- 6 febbraio - Daniela Alfonzi, politica italiana
- 6 febbraio - Mercedes Castillo, ex cestista spagnola
- 6 febbraio - Kathy Najimy, attrice e doppiatrice statunitense
- 6 febbraio - Claude Onesta, allenatore di pallamano, ex pallamanista e dirigente sportivo francese
- 6 febbraio - Simon Phillips, batterista britannico
- 6 febbraio - Ferenc Snétberger, chitarrista ungherese
- 6 febbraio - Robert Townsend, attore, regista e sceneggiatore statunitense
- 7 febbraio - Gino Maes, ex calciatore belga
- 7 febbraio - Peter von Strombeck, attore tedesco
- 7 febbraio - Hatim Zaghloul, ingegnere e inventore egiziano
- 7 febbraio - Sergio Zanon, bobbista italiano
- 8 febbraio - Sante Crepaldi, ex calciatore italiano
- 8 febbraio - Massimo De Stefanis, allenatore di calcio e ex calciatore italiano
- 8 febbraio - Katherine Freese, astronoma e fisica statunitense
- 8 febbraio - Mariko Iwadate, fumettista giapponese
- 8 febbraio - John Joyce, politico statunitense
- 8 febbraio - Robert Steven Kapito, imprenditore statunitense
- 8 febbraio - Dominic Rathbone, storico e papirologo britannico
- 8 febbraio - Fred Williams, ex cestista e allenatore di pallacanestro statunitense
- 9 febbraio - Colin Irwin, ex calciatore inglese
- 9 febbraio - Terry McAuliffe, politico e imprenditore statunitense
- 9 febbraio - Ruy Ramos, dirigente sportivo, allenatore di calcio e ex calciatore brasiliano
- 9 febbraio - John Ribat, cardinale e arcivescovo cattolico papuano
- 9 febbraio - Gordon Strachan, dirigente sportivo, allenatore di calcio e ex calciatore scozzese
- 9 febbraio - Lubomír Tesáček, mezzofondista cecoslovacco († 2011)
- 9 febbraio - Jaco Van Dormael, regista, sceneggiatore e drammaturgo belga
- 10 febbraio - Raoul Albani, allenatore di calcio a 5, dirigente sportivo e ex calciatore italiano
- 10 febbraio - Oya Aydoğan, attrice, conduttrice televisiva e modella turca († 2016)
- 10 febbraio - Stephan Balkenhol, artista tedesco
- 10 febbraio - Antonio Battista, politico italiano
- 10 febbraio - Jean-Pierre Bernès, dirigente sportivo francese
- 10 febbraio - Giampaolo Fabrizio, personaggio televisivo e imitatore italiano
- 10 febbraio - Carlo Grande, scrittore, sceneggiatore e giornalista italiano
- 10 febbraio - Katiuscia, attrice italiana
- 10 febbraio - Mijou Kovacs, attrice austriaca
- 11 febbraio - Willie Desjardins, allenatore di hockey su ghiaccio e ex hockeista su ghiaccio canadese
- 11 febbraio - Michele Lanzinger, geologo e antropologo italiano
- 11 febbraio - Walter Martos, politico e militare peruviano († 2025)
- 11 febbraio - Bobby Russell, allenatore di calcio e ex calciatore scozzese
- 11 febbraio - Aurelia Sole, ingegnera italiana
- 11 febbraio - David Weller, ex pistard giamaicano
- 11 febbraio - Gennadi Zaichik, scacchista georgiano
- 12 febbraio - Dag Austmo, allenatore di calcio e ex calciatore norvegese
- 12 febbraio - James Carter, ex nuotatore britannico
- 12 febbraio - Lupo Quiñónez, ex calciatore ecuadoriano
- 12 febbraio - Dominique Reymond, attrice francese
- 12 febbraio - Hitohiro Saitō, artista marziale giapponese
- 12 febbraio - Satoshi Takebe, musicista e compositore giapponese
- 12 febbraio - Martin Ziguélé, politico centrafricano
- 13 febbraio - Mariano Barreto, allenatore di calcio portoghese
- 13 febbraio - Didier Boubé, ex pentatleta francese
- 13 febbraio - Roberto Gandini, attore teatrale, regista teatrale e drammaturgo italiano
- 13 febbraio - Hubert Girault, chimico svizzero
- 13 febbraio - Heinz Gründel, ex calciatore tedesco
- 13 febbraio - Donato Renato Mosella, politico italiano
- 13 febbraio - Danny Salisbury, ex cestista statunitense
- 13 febbraio - Andrea di Robilant, giornalista, scrittore e storico italiano
- 14 febbraio - Marina Arrate, poetessa cilena
- 14 febbraio - Antonello Casula, fantino italiano
- 14 febbraio - Sandro De Palma, pianista italiano
- 14 febbraio - Huang Ying, ex pallanuotista cinese
- 14 febbraio - Soile Isokoski, soprano finlandese
- 14 febbraio - Reggie King, ex cestista statunitense
- 14 febbraio - Jean-Luc Lagarce, attore, regista e scrittore francese († 1995)
- 14 febbraio - Rolando Navarrete, ex pugile filippino
- 14 febbraio - Merja Rantamäki, cantante finlandese
- 15 febbraio - Ted Brown, ex giocatore di football americano statunitense
- 15 febbraio - Carlo Denei, cabarettista, autore televisivo e cantautore italiano
- 15 febbraio - Donato Gentile, politico italiano
- 15 febbraio - David Langan, ex calciatore irlandese
- 15 febbraio - Jake E. Lee, chitarrista statunitense
- 15 febbraio - Gul Mohammed, indiano († 1997)
- 15 febbraio - Ray Monk, filosofo e scrittore britannico
- 15 febbraio - Cheryl Prewitt, modella statunitense
- 15 febbraio - Jordi Rebellón, attore spagnolo († 2021)
- 15 febbraio - Doina Ruști, scrittrice rumena
- 15 febbraio - Greer Stevens, ex tennista sudafricana
- 15 febbraio - Marc Wilson, ex giocatore di football americano statunitense
- 16 febbraio - Joe Aquilina, ex calciatore maltese
- 16 febbraio - Cloris Brosca, personaggio televisivo e attrice italiana
- 16 febbraio - LeVar Burton, attore e regista statunitense
- 16 febbraio - Malcolm Shotton, allenatore di calcio e ex calciatore inglese
- 17 febbraio - Maxwell Alexander, giornalista e scrittore statunitense
- 17 febbraio - Federica Dassù, golfista italiana
- 17 febbraio - Andrea Hübner, ex nuotatrice tedesca orientale
- 17 febbraio - Miodrag Marić, ex cestista jugoslavo
- 17 febbraio - Loreena McKennitt, cantautrice e polistrumentista canadese
- 17 febbraio - Stefano Pontecorvo, diplomatico e dirigente d'azienda italiano
- 17 febbraio - Alessandro Profumo, banchiere e dirigente d'azienda italiano
- 17 febbraio - Laura Puppato, politica italiana
- 17 febbraio - Edi Reichart, allenatore di sci alpino e ex sciatore alpino tedesco
- 17 febbraio - Iglika Trifonova, regista e sceneggiatrice bulgara
- 18 febbraio - Stefano Andreani, ex cestista italiano
- 18 febbraio - Miguel Aracil, ex calciatore spagnolo
- 18 febbraio - Marita Koch, ex velocista tedesca orientale
- 18 febbraio - Erasmo Lucido, ex calciatore italiano
- 18 febbraio - Sylvester Norris, ex cestista statunitense
- 18 febbraio - George Pelecanos, scrittore statunitense
- 18 febbraio - Christiane Torloni, attrice brasiliana
- 18 febbraio - Vanna White, attrice e personaggio televisivo statunitense
- 18 febbraio - Steve Womack, politico statunitense
- 19 febbraio - Ray Blackhall, ex calciatore inglese
- 19 febbraio - Daína Chaviano, scrittrice cubana
- 19 febbraio - Falco, cantante e musicista austriaco († 1998)
- 19 febbraio - Patrizia Giugno, showgirl e cantante italiana († 1978)
- 19 febbraio - Philip Lawson, cantante, arrangiatore e compositore inglese
- 19 febbraio - Pina Loritto, ex calciatrice italiana
- 19 febbraio - Jean-Paul Maunick, musicista e produttore discografico britannico
- 19 febbraio - András Ozsvár, ex judoka ungherese
- 19 febbraio - Fulvio Panzeri, critico letterario, saggista e poeta italiano († 2021)
- 19 febbraio - Carlo Trevisanello, ex calciatore italiano
- 19 febbraio - Rainer Wieland, avvocato e politico tedesco
- 19 febbraio - Ray Winstone, attore britannico
- 20 febbraio - Dominique Bedel, ex tennista francese
- 20 febbraio - Nazzareno Berto, ex ciclista su strada e pistard italiano
- 20 febbraio - Paulo Bonfim, ex giocatore di calcio a 5 brasiliano
- 20 febbraio - Giovanni Brusca, mafioso e collaboratore di giustizia italiano
- 20 febbraio - Paulo Campos, allenatore di calcio brasiliano
- 20 febbraio - Mario Grech, cardinale e vescovo cattolico maltese
- 20 febbraio - Glen Hanlon, allenatore di hockey su ghiaccio e ex hockeista su ghiaccio canadese
- 20 febbraio - Zolile Peter Mpambani, arcivescovo cattolico sudafricano
- 20 febbraio - Piero Musumeci, allenatore di pallacanestro italiano
- 20 febbraio - Erik Nystuen, allenatore di calcio e ex calciatore norvegese
- 20 febbraio - Renato Pagliaro, banchiere e dirigente d'azienda italiano
- 20 febbraio - Corrado Ruggeri, giornalista e scrittore italiano († 2023)
- 20 febbraio - Beejong Sisson, ex tennista filippino
- 20 febbraio - Giovanni Storti, comico, attore e sceneggiatore italiano
- 20 febbraio - Marina Valensise, giornalista e saggista italiana
- 21 febbraio - Piermarco Cannarsa, matematico italiano
- 21 febbraio - Stijn Coninx, regista e sceneggiatore belga
- 21 febbraio - Carlos Renato Frederico, ex calciatore brasiliano
- 21 febbraio - Fabrizio Matteucci, politico italiano († 2020)
- 21 febbraio - Keith Mumby, rugbista a 13 britannico
- 21 febbraio - Nikolaj Rastorguev, politico e cantante russo
- 21 febbraio - Raymond Roche, dirigente sportivo e pilota motociclistico francese
- 21 febbraio - Alessandro Russo, chitarrista, violinista e compositore italiano
- 21 febbraio - Ivan Vyšnevs'kyj, calciatore sovietico († 1996)
- 22 febbraio - Robert Bathurst, attore inglese
- 22 febbraio - Luca Bercovici, regista, sceneggiatore e attore statunitense
- 22 febbraio - Antonella Ferrera, giornalista, scrittrice e conduttrice radiofonica italiana
- 22 febbraio - Roberto Incontri, fisioterapista e ex calciatore italiano
- 22 febbraio - Bruno Moretti, compositore, pianista e direttore d'orchestra italiano
- 22 febbraio - Sonja Vermeulen, ex cestista belga
- 23 febbraio - Elke Decker, ex velocista tedesca
- 23 febbraio - Viktor Markin, ex velocista sovietico
- 23 febbraio - Daniel Martínez, ingegnere e politico uruguaiano
- 23 febbraio - Giò Giò Rapattoni, doppiatrice e direttrice del doppiaggio italiana
- 23 febbraio - Lauri Siering, ex nuotatrice statunitense
- 23 febbraio - Ginni Thomas, avvocato statunitense
- 24 febbraio - Ferdinando Bozzi, calciatore italiano († 2025)
- 24 febbraio - Rafael Gordillo, ex calciatore e dirigente sportivo spagnolo
- 24 febbraio - Ileana Piattoni, ex cestista italiana
- 24 febbraio - İsa Qember, politico azero
- 24 febbraio - Craig Wittus, ex tennista statunitense
- 24 febbraio - Bernd Wunderlich, ex calciatore tedesco orientale
- 25 febbraio - Ricardo Arias, ex calciatore spagnolo
- 25 febbraio - Cindy Brogdon, ex cestista statunitense
- 25 febbraio - Gëzim Hajdari, poeta e traduttore albanese
- 25 febbraio - Gerhard Haszprunar, zoologo austriaco
- 25 febbraio - Helge Haugen, ex calciatore norvegese
- 25 febbraio - Mario Levi, scrittore turco († 2024)
- 25 febbraio - Raymond McCreesh, rivoluzionario britannico († 1981)
- 25 febbraio - Shane Peacock, scrittore, sceneggiatore e giornalista canadese
- 25 febbraio - Giuseppe Romanini, politico italiano
- 26 febbraio - Konstantinos Alexandropoulos, ex velista greco
- 26 febbraio - David Beasley, politico e funzionario statunitense
- 26 febbraio - Marco Beasley, tenore, attore e musicologo italiano
- 26 febbraio - Alan Biley, allenatore di calcio e ex calciatore inglese
- 26 febbraio - Connie Carpenter, ex ciclista su strada, pistard e ex pattinatrice di velocità su ghiaccio statunitense
- 26 febbraio - Hervé Giraud, arcivescovo cattolico francese
- 26 febbraio - Keith Masefield, ex calciatore inglese
- 26 febbraio - Joe Mullen, allenatore di hockey su ghiaccio e ex hockeista su ghiaccio statunitense
- 26 febbraio - Massimo Nicolucci, politico italiano
- 26 febbraio - Keena Rothhammer, ex nuotatrice statunitense
- 26 febbraio - Dariusz Wódke, maestro di scherma e ex schermidore polacco
- 26 febbraio - Michael Zadoorian, scrittore statunitense
- 26 febbraio - Antonello Zappadu, fotoreporter e pubblicista italiano
- 27 febbraio - Danny Antonucci, fumettista canadese
- 27 febbraio - Mouna Ayoub, imprenditrice egiziana
- 27 febbraio - Rob de Castella, ex maratoneta australiano
- 27 febbraio - Adrian Smith, chitarrista britannico
- 27 febbraio - Timothy Spall, attore britannico
- 27 febbraio - Lino Zani, conduttore televisivo, scrittore e alpinista italiano
- 28 febbraio - Brent Barrett, attore e tenore statunitense
- 28 febbraio - Dagmar Pošvářová, ex cestista cecoslovacca
- 28 febbraio - Giuseppe Cavo Dragone, ammiraglio italiano
- 28 febbraio - Jan Ceulemans, ex calciatore e allenatore di calcio belga
- 28 febbraio - Ainsley Harriott, cuoco e personaggio televisivo britannico
- 28 febbraio - Ana Montes, funzionaria statunitense
- 28 febbraio - Ania Pieroni, attrice italiana
- 28 febbraio - José Ronaldo Ribeiro, vescovo cattolico brasiliano
- 28 febbraio - Micky Stead, ex calciatore inglese
- 28 febbraio - John Turturro, attore, regista e sceneggiatore statunitense
- 28 febbraio - Cindy Wilson, cantante statunitense